# HMS Berwick (65)
O HMS Berwick foi um cruzador pesado operado pela Marinha Real Britânica e a quinta embarcação da Classe County. Sua construção começou em setembro de 1924 na	Fairfield Shipbuilding and Engineering Company e foi lançado ao mar em março de 1926, sendo comissionado na frota britânica em julho do ano seguinte. Era armado com uma bateria principal composta por oito canhões de 203 milímetros montados em quatro torros de artilharia duplas, tinha um deslocamento de mais de treze mil toneladas e conseguia alcançar uma velocidade máxima de 31 nós.
O Berwick passou seus primeiros cinco anos de serviço atuando na China, passando por uma reconstrução em 1937 e depois sendo designado para as Índias Ocidentais. Com o início da Segunda Guerra Mundial, foi inicialmente colocado na escolta de comboios no Oceano Atlântico e na procura de embarcações alemãs. Participou da Campanha da Noruega em abril de 1940 e então foi transferido para a Força H, atuando no Mar Mediterrâneo e participando da escolta de comboios e embates contra forças italianas. Foi danificado em dezembro pelo cruzador alemão Admiral Hipper.
O navio retornou para o serviço no final de 1941 e foi colocado na Frota Doméstica, atuando na escolta de comboios pelo Mar do Norte e para a União Soviética até o fim da guerra. Também escoltou em outubro de 1944 forças norueguesas para a campanha de libertação da região de Finnmark, além de forças de porta-aviões que realizaram diversos ataques contra o couraçado alemão Tirpitz. Depois do fim da guerra, o Berwick foi usado em operações de transporte de tropas até ser colocado na reserva em junho de 1946, sendo enviado para desmontagem dois anos depois.